# Titre de la maison royale
Un titre de la maison royale (título de la Casa Real en espagnol), également qualifié de titre de la maison (título de la Casa en espagnol), ou encore de titre de famille (título de familia en espagnol), est un type de titre nobiliaire espagnol octroyé par le roi d’Espagne à un membre de sa famille. Attribué de façon gracieuse, personnelle et viagère, il ne peut être transmis aux héritiers de son titulaire en vertu du décret royal du 6 novembre 1987.
Actuellement, deux personnes de la famille royale élargie détiennent une telle dignité :
- l’infante Margarita, titrée duchesse de Soria en 1981 par son frère Juan Carlos Ier ;
- l’infante Elena, titrée duchesse de Lugo en 1995 par son père Juan Carlos Ier.

## Histoire
La notion légale de « titre de la maison royale » (título de la Casa Real en espagnol) apparaît dans le décret royal 1368/1987, du 6 novembre, sur le régime des titres, traitements et honneurs de la famille royale et des régents, du ministère de la Justice. Elle y est définie au sein du chapitre III, intitulé « Des titres de la maison royale » :
« Art. 6. o El uso de títulos de nobleza, pertenecientes a la Casa Real, solamente podrá ser autorizado por el Titular de la Corona a los miembros de su Familia. La atribución del uso de dichos títulos tendrá carácter graciable, personal y vitalicio. »
« Art. 6e. L’utilisation des titres de noblesse, appartenant à la Maison royale, ne pourra être autorisée par le Titulaire de la Couronne qu’aux membres de sa Famille. L’attribution de l’utilisation des dits titres aura un caractère gracieux, personnel et viager. »
Le décret, entré en vigueur au 2 décembre 1987, concerne à l’époque de façon certaine les duchés de Badajoz et de Soria, attribués aux infantes Pilar et Margarita, sœurs de Juan Carlos Ier, mais aussi, celui de Cadix, concédé à Alphonse, un cousin du roi. Les dignités de duchesses de Lugo et de Palma de Majorque, octroyées aux infantes Elena et Cristina après la publication du décret de 1987 sont également considérées comme des titres de la maison royale,.
Chaque année, le ministère de la Justice est tenu de publier un guide officiel des grandesses et titres du royaume, dans lequel les titres de la maison royale sont recensés. Selon Fernando García-Mercadal y García-Loygorri, l’édition de 1991 mentionne les duchés de Badajoz et de Soria, tout comme le comté de Barcelone. En outre, dans les éditions antérieures du guide, le duché de Cadix est inclus comme un titre de la maison royale.
L’édition 2023 du guide officiel énumère deux titres de la maison royale : le duché de Lugo et celui de Soria, attribués respectivement à l’infante Elena et à la duchesse d’Hernani.

## Liste des titres de la maison royale
| Dignité                                                    | Octroi du titre de noblesse       | Octroi du titre de noblesse    | Récipiendaire         | Considération comme titre de la maison royale | Considération comme titre de la maison royale | Considération comme titre de la maison royale |
| Dignité                                                    | Acte de cession                   | Fons honorum                   | Récipiendaire         | Attribution                                   | Cessation                                     |                                               |
| ---------------------------------------------------------- | --------------------------------- | ------------------------------ | --------------------- | --------------------------------------------- | --------------------------------------------- | --------------------------------------------- |
| Duc de Badajoz Duque de Badajoz                            | Décret du 13 avril 1967           | Francisco Franco               | Pilar                 | 2 décembre 1987                               | 8 janvier 2020 (décès)                        |                                               |
| Duc de Cadix Duque de Cádiz                                | Décret du 22 novembre 1972        | Francisco Franco               | Alphonse              | 2 décembre 1987                               | 30 janvier 1989 (décès)                       |                                               |
| Duc de Soria Duque de Soria                                | Décret royal du 23 juin 1981      | Juan Carlos Ier, roi d’Espagne | Margarita             | 2 décembre 1987                               | Titre actuellement détenu (au 24 mai 2023)    |                                               |
| Comte de Barcelone Conde de Barcelona                      | Décret royal du 6 novembre 1987   | Juan Carlos Ier, roi d’Espagne | Juan                  | 2 décembre 1987                               | 1er avril 1993 (décès)                        |                                               |
| Comte de Barcelone Conde de Barcelona                      | Décret royal du 6 novembre 1987   | Juan Carlos Ier, roi d’Espagne | María de las Mercedes | 2 décembre 1987                               | 2 janvier 2000 (décès)                        |                                               |
| Duchesse de Lugo Duquesa de Lugo                           | Décret royal du 3 mars 1995       | Juan Carlos Ier, roi d’Espagne | Elena                 | 4 mars 1995                                   | Titre actuellement détenu (au 24 mai 2023)    |                                               |
| Duchesse de Palma de Majorque Duquesa de Palma de Mallorca | Décret royal du 26 septembre 1997 | Juan Carlos Ier, roi d’Espagne | Cristina              | 17 octobre 1997                               | 11 juin 2015 (révocation de l’attribution)    |                                               |